# 拿破仑·希尔
奧利弗·拿破侖·希爾（英語：Oliver Napoleon Hill，1883年10月26日—1970年11月8日）是一位美国作家。

## 生平
1883年出生於美國的一個貧窮家庭，他一邊上大學，一邊為一家雜誌社工作。20歲時，他採訪了著名的鋼鐵大王安德鲁·卡内基三天，結束時，安德魯說，如果委託年輕的希爾一項他自己想完成，卻已力不從心的任務——訪問，研究眾多成功人士，總结他們的成功經驗和規律，給他人及後人以精神指導，希爾願不願意接受。這會耗盡希爾一生的精力，而鋼鐵大王表明不會給他一分錢資助，只是介紹關係。希爾在半分鐘內就表示接受，而且堅定說他會有始有終。其後，希爾採訪了500多位成功人士，包括發明家愛廸生、電話專利者貝爾、汽車大王亨利·福特、威爾遜總統、羅斯福總統等殿堂人物。在研究和思考他們的成功經驗基礎上，再憑著個人的毅力，他找到了成功人士的人生真諦，寫下膾炙人口的成功法則，使他成為最著名的勵志導師。
1970年11月8日逝世，享年87岁。